# Taproot
Taproot est un groupe de nu metal américain, originaire d'Ann Arbor, dans le Michigan. Le groupe est formé en 1997 et compte un total de dix albums. Médiatisés à partir des années 2000 après leur signature chez Warner, ils sont considérés comme partie intégrante de la nouvelle vague metal et tournent avec des groupes comme Deftones ou Linkin Park. L'actuel manager de Taproot, Mark Wakefield, fut d'ailleurs le chanteur de Linkin Park avant que ces derniers, nommés Xero, ne choisissent ce nom. Ils sont surtout connus pour leur single Poem,.
Depuis 2005 et leur départ de la major, Taproot a trouvé un style moins agressif, naviguant entre rock et alternatif.

## Biographie

### Débuts (1997–1999)
En 1997, Taproot envoie sa première démo à Fred Durst, chanteur au sein de Limp Bizkit. Impressionné par leur performance, il leur offre un contrat au label Interscope Records. Cependant, après de longues négociations, Taproot part autre part et signe finalement au label Atlantic Records. Durst en veut particulièrement au chanteur Stephen Richards et à System of a Down, qui a assisté Taproot pour leur signature chez Atlantic. Par conséquent, Durst renvoie System of a Down du Family Values Tour en 1999. Taproot publiera trois albums indépendant : ...Something More than Nothing (1998), Mentobe (1998) et Upon Us (1999).

### GiftetWelcome(2000–2004)
Le groupe publie son premier album studio, Gift le 27 juin 2000. Avec le single Again and Again diffusé en boucle sur MTV2, le groupe réussit à se populariser. Avec l'aide de Jack Osbourne, fils d'Ozzy Osbourne, Taproot participe à l'Ozzfest en 2000 et 2001. 
Après sept mois passés à Los Angeles, le groupe publie son deuxième album, Welcome, le 15 octobre 2002. Considéré comme plus mélodieux, l'album débute 17e du Billboard 200, avec plus de 51 000 exemplaires vendus une semaine après sa sortie. Ces ventes sont boostées grâce au single Poem, qui atteindra la 5e place des Mainstream Rock charts. Poem n'atteindra pas le Billboard Hot 100, mais la 6e place des Bubbling Under Hot 100 Singles. Le second single de l'album, Mine, atteint un succès plus modéré. Welcome est l'album de Taproot le mieux accueilli en date, certifié disque d'or par la RIAA, avec près 475 000 exemplaires vendus.
Après la tournée locale Music as a Weapon Tour de Disturbed et une tournée européenne, le groupe prend deux ans de pause.

### Blue-Sky Research(2005–2006)
Après cette pause, le groupe publie son troisième album, Blue-Sky Research, le 16 août 2005. Billy Corgan (Smashing Pumpkins) assiste à la composition de l'album, produit par Toby Wright. Il débute 33e du Billboard 200, avec près de 28 000 exemplaires vendus la première semaine. Le single Calling (écrit avec Jonah Matranga) est utilisé comme chanson-thème du pay-per-view Unforgiven en 2005 par la WWE.
Le groupe tourne avec Evans Blue et From Satellite en soutien à l'album. Avant cette tournée, Taproot joue avec Chevelle à leur tournée avec Thirty Seconds to Mars. Ils participent aussi au Fall Brawl Tour avec Staind et P.O.D. en tête d'affiche, et est notable pour avoir joué avec un futur groupe qui sera connu sous le nom de Flyleaf.
Le 23 mai 2006, Taproot annonce sa séparation avec Atlantic Records, après les ventes décevantes de Blue-Sky Research. À cette période, l'album compte 112 000 exemplaires vendus. Le 13 juin 2006, le batteur Jarrod Montague confirme cette annonce sur MySpace.

### Our Long Road Home(2008–2009)
Le 5 mars 2007, le groupe confirme son intention de publier un nouvel album, Our Long Road Home, enregistré avec le producteur Tim Patalan. Le 2 mars 2008, le groupe publie une chanson extraite de Our Long Road Home, intitulée You're Not Home Tonight sur leur site web. Elle est diffusée sur XM Satellite Radio, Squizz 48 Indicent Exposure avec Grant Random Sirius Satellite Radio sur Octane. Un clip d'annonce de Our Long Road Home est publié sur la page YouTube de Taproot le 28 avril 2008. Leur nouvel album, Our Long Road Home, sera publié indépendamment sous la firme Velvet Hammer Music. La distribution est effectuée par RED Distribution. Our Long Road Home est publié le 16 septembre 2008. Au printemps 2009, Taproot part en tournée Take It! avec Dear Enemy et Adakain. Cette même année, ils jouent en tête d'affiche avec Cold.

### Plead the Fifth(2010–2015)
Après une courte période sans label, Taproot signe avec Victory Records. Le 1er avril 2010, à minuit, le groupe publie le premier single de son futur album, Fractured (Everything I Said Was True). Un clip est ensuite publié sur YouTube le 16 avril. Taproot jouera en soutien à Plead the Fifth en été 2010 aux côtés de Ice Nine Kills et Destrophy.
Le 14 septembre 2011, Taproot annonce préparer son sixième album pour fin 2011. Il est enregistré encore une fois avec le producteur Tim Patalan et enregistré aux Loft Studios à Saline, dans le Michigan. La première moitié de 2013 voit Taproot tourner afin de célébrer la 13e année de l'album Gift. Le 16 juin 2013, le batteur Nick Fredell annonce sur Twitter son départ du groupe.
Le 8 août 2015, Taproot joue au Dirtfest à Birch Run, dans le Michigan, avec Dave Lizzio (ex-Nonpoint) à la guitare.

### Besides(depuis 2016)
Le 6 septembre 2016, le groupe annonce une compilation d'inédits intitulée Besides.

## Membres

### Membres actuels
- Stephen Richards - chant, guitare (depuis 1997)
- Phil Lipscomb - basse (depuis 1997)
- Dave Coughlin - batterie (depuis 2013)
- Dave Lizzio - guitare (depuis 2015)

### Anciens membres
- Jarrod Montague - batterie, chœurs (1997–2008, apparitions en 2013, 2015)
- Nick Fredell - batterie (2008–2013)
- Mike DeWolf - guitare (1997–2015)

## Discographie

### Albums studio
- 1998 : ...Something More than Nothing
- 1999 : Upon Us
- 2000 : Gift
- 2002 : Welcome
- 2005 : Blue-Sky Research
- 2008 : Our Long Road Home
- 2010 : Plead the Fifth
- 2012 : The Episodes
- 2017 : Besides
- 2023:SC\SSRS

### Singles
- 2000 : Again and Again
- 2001 : I
- 2002 : Poem
- 2003 : Mine
- 2005 : Calling
- 2005 : Birthday
- 2008 : Path Less Taken
- 2008 : Wherever I Stand
- 2010 : Fractured
- 2010 : Release Me
- 2010 : No Surrender
- 2012 : The Everlasting